# جون نوغينت (صحفي)
جون نوغينت (بالإنجليزية: John Nugent)‏ هو صحفي أمريكي، ولد في 1821، وتوفي في 1880.